# LXXII Korpus Armijny (III Rzesza)
LXXII Korpus Armijny (niem. LXXII. Armeekorps) – jeden z niemieckich korpusów armijnych, walczył głównie przeciw Armii Czerwonej.  
Utworzony 13 lutego 1944 roku na terytorium okupowanego Związku Radzieckiego. Przeciw Armii Czerwonej walczył aż do kapitulacji w 1945 roku, która miała miejsce na terytorium okupowanej Czechosłowacji. 

## Dowódcy korpusu
- gen. piechoty Sigismund von Förster (13.02.1944 - wrzesień 1944)
- gen. mjr Georg Zwade (wrzesień 1944)
- gen. por. August Schmidt (15.09.1944 - 22.01.1945)
- gen. Anton Grasser (22.01.1945 - kwiecień 1945)
- gen. por. Werner Schmidt-Hammer (od kwietnia 1945 - do kapitulacji)[2]

## Struktura organizacyjna
Skład w marcu 1943 roku
- 370 Dywizja Piechoty
- 5 Dywizja Polowa Luftwaffe

Skład w maju 1944 roku
- 15 Dywizja Piechoty (rumuńska)
- 21 Dywizja Piechoty (rumuńska)
- 153 Dywizja

Skład w listopadzie 1944 roku
- 76 Dywizja Piechoty
- 25 Dywizja Piechoty (węgierska)

Skład w styczniu 1945 roku
- 46 Dywizja Piechoty
- 274 Dywizja Strzelców
- 154 Dywizja Piechoty (część)
- Grupa Bojowa Fischer

Skład w marcu 1945 roku
- 76 Dywizja Piechoty
- 8 Dywizja Strzelców
- 271 Dywizja Grenadierów Ludowych

Skład w kwietniu 1945 roku
- 182 Dywizja Piechoty
- 711 Dywizja Piechoty
- 46 Dywizja Grenadierów Ludowych
- 271 Dywizja Grenadierów Ludowych

Skład w kwietniu 1945 roku
- 254 Dywizja Piechoty
- 304 Dywizja Piechoty
- 78 Dywizja Grenadierów Ludowych